# گمینا چورشتن
گمینا چورشتن (به لهستانی:  Gmina Czorsztyn) یک گمینا در لهستان است که در شهرستان نوو تارگ واقع شده‌است. گمینا چورشتن ۶۱٫۷۲ کیلومتر مربع مساحت و ۷٬۲۰۱ نفر جمعیت دارد.